# 초능력 소년사건
《초능력 소년사건》(중국어: 超能事件)은 2019년 공개된 중국의 드라마, SF, 판타지, 액션, 스릴러 영화이다.

## 출연
- 동청밍 : 청밍 역
- 진의함 : 린 역
- 주아휘 : 화웨이 역